# إدوارد موس
إدوارد موس (بالإنجليزية: Edward Moss)‏ هو لاعب كرة قدم بريطاني، ولد في 9 يونيو 1988 في جزر العذراء البريطانية في المملكة المتحدة. شارك مع منتخب الجزر العذراء البريطانية لكرة القدم.

## وصلات خارجية
- إدوارد موس على موقع قاعدة بيانات كرة القدم.إي يو (الإنجليزية)
- إدوارد موس على موقع Soccerway.com (الإنجليزية)